# Mode eòlic

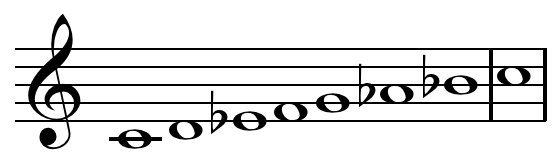
Mode eòlic modern en do.

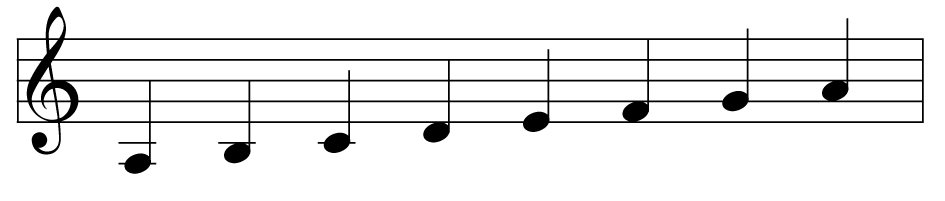
Escala de la menor natural o eòlica.

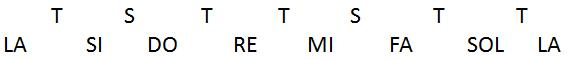
Intervàlica en l'escala de la menor.

El mode eòlic o també escala menor natural és una escala musical utilitzada des de l'antiga Grècia amb diferents denominacions i funcions a través dels diferents períodes musicals.
L'escala menor natural de la (que coincideix amb les tecles blanques del piano igual que el seu relatiu major, do major) està formada per les notes: la, si, do, re, mi, fa, sol i la. La seva seqüència intervàl·lica és de to-semitò-to-to-semitò-to-to.

## Mode eòlic grec
Segons els atenencs, el novè mode de la música grega (desconegut en l'actualitat) era el preferit a Eòlia, per això li deien el mode eòlic.
Durant l'edat mitjana se li va adjudicar aquest nom a la manera sobre la nota la, format amb l'estructura de l'escala natural (sense alteracions) començant per la. Els dos semitons de les maneres gregorians estan entre la segona i la tercera menor, i entre la cinquena (o dominant) i la sisena, donant lloc al que des del Barroc es denomina escala menor "antiga" (en contraposició a l'"escala menor harmònica" i l'"escala menor melòdica").

## Mode eòlic del renaixement
Durant el Renaixement es va adjudicar aquest nom al mode sobre la nota  la , format amb l'estructura de l'escala natural (sense alteracions) començant per  la . Els dos semitons dels modes gregorians estan entre la segona i la tercera menor, i entre la quinta (o dominant) i la sexta, donant lloc al que des del barroc s'anomena escala menor "antiga" (en contraposició a l'escala "harmònica" i la "melòdica").
Aquesta mode i altres tres (hipoeòlic, jònic i hipoiònic) van ser creats el 1547 pel suís teòric de la música Henricus Glareanus, e va publicar en la seva Dodecachordon, com a part d'una reforma del sistema modal. La seva premissa tenia com a idea central l'existència de dotze modes diatònics en lloc de vuit, incloent un parell separat dels modes de cada un en las finalis la i do, amb els modes de finalis d'aquestes notes havien estat considerats com a simples transposicions de les notas finales de la quinta justa més baixos. Què Glareanus anomenat eòlic havien estat tractats prèviament com transposició de mode dòric.

## Cançons que utilitzen mode eòlic
El mode eòlic com a escala és idèntica a l'escala menor natural. Per tant, és ubic a clau menor musical. La següent és una llista d'alguns exemples on es pot distingir la tonalitat menor ordinària, que també utilitza e escala menor melòdica i la escala menor harmònica segons calgui.
- Bob Dylan - "All Along the Watchtower"[3]
- R.E.M. - "Losing My Religion"[3]